# Arakhan
Arakhan, (阿剌罕S), noto anche come Alihan (1233 – Qingyuan, 1281), è stato un militare e politico mongolo in Cina.

## Biografia
Arakhan era un membro della tribù di Jalairs della dinastia Yuan. Figlio di Yeliugan, nel 1258 ereditò la posizione di suo padre come maresciallo dell'esercito mongolo. Ebbe due figli: Baijiang e Yesudieer.
Nel 1259, da seguace di Kublai Khan, attraversò il Fiume Azzurro per attaccare Ezhou. Nel 1261, a Ximu Tu'er, sconfisse Alandai'er e Hunduhai, il partito di Arig Bek. Nel 1262, sconfisse Li Xuan di Jinan a Laocangkou e fu promosso maresciallo della capitale per i suoi meriti. Nel 1267, fu cambiato in decine di migliaia di famiglie e la dinastia Song meridionale fu attaccata dal maresciallo della capitale Aju.
Nel 1273, attaccò Xiangyang e Fancheng. Nel 1274, seguì la spedizione orientale di Boyan e attaccò Yingzhou, il forte di Keshawu, Ezhou, discese ad est del fiume Shun e presidiò Jiankang. Nel 1275, il generale Jia Zhaoyi e l'esercito Han mongolo di sinistra raggiunsero decine di migliaia di famiglie. Era venerato come medico a Zhongfeng e andò agli affari politici come consigliere. Attaccò Lin'an in tre modi e prese il controllo dell'ala destra. Guidò l'esercito occidentale ad attaccare Yinshu Dongba, la contea di Jianping, Dongguan e altri luoghi.
Nel 1276, l'imperatore Gong di Song si arrese alla dinastia Yuan. Secondo gli ordini di Boyan, Arakhan guidò un esercito con Dong Wenbing e altri per inseguire Zhang Shijie e Song Duanzong, attaccò lo Zhejiang orientale e il Fujian centrale e inseguì Zhao Yu, lo Xiyu Wang della dinastia Song, nella contea di Anfu. Arakhan fu nominato inviato di consolazione di Jiangdong dal ministro degli affari politici. Nel 1277, fu promosso Zuocheng della provincia di Xingzhongshu e trasferito a Youcheng.
Nel 1281, fu nominato funzionario meritorio del cancelliere di sinistra della provincia di Xingzhongshu e guidò l'esercito imperiale mongolo-cinese di 140.000 soldati in una spedizione orientale in Giappone. Ma morì di malattia a Qingyuan, mentre si preparava per la spedizione giapponese.

## Onorificenze
Fu insignito postumo del titolo di duca di Cao Guo, con il titolo postumo di Wuding, e in seguito rinominato Cao Nan, con il titolo postumo di Zhongxuan.